# Herzogtum Strehlitz
Das Herzogtum Strehlitz (polnisch Księstwo strzeleckie; tschechisch Střelecké knížectví) war ein von 1313 bis 1460 bestehendes Teilherzogtum des Herzogtums Oppeln, das von der Oppelner Linie der Schlesischen Piasten regiert wurde. Ab 1327 war es ein Lehen der Krone Böhmen. Residenzort war das gleichnamige Strehlitz (seit 1945 Strzelce Opolskie), dem der einzige in Strehlitz residierende Herzog Albert 1326 die Stadtrechte erteilte.

## Geschichte
Das Herzogtum Strehlitz entstand 1313 nach dem Tod des Oppelner Herzogs Bolko I. als Folge der Teilung des Herzogtums unter seine drei Söhne. Das neu geschaffene Herzogtum Strehlitz erhielt der jüngste Sohn Herzog Albert von Strehlitz, der zunächst unter der Vormundschaft seines ältesten Bruders Bolko von Falkenberg stand. Dessen gleichnamiger Bruder Bolko II. erhielt das um die vorstehenden Gebiete Strehlitz und Falkenberg verkleinerte Oppeln. Wie seine Brüder begab sich Albert von Strehlitz 1327 in böhmische Lehenshoheit, die 1335 mit dem Vertrag von Trentschin vom polnischen König anerkannt wurde. 

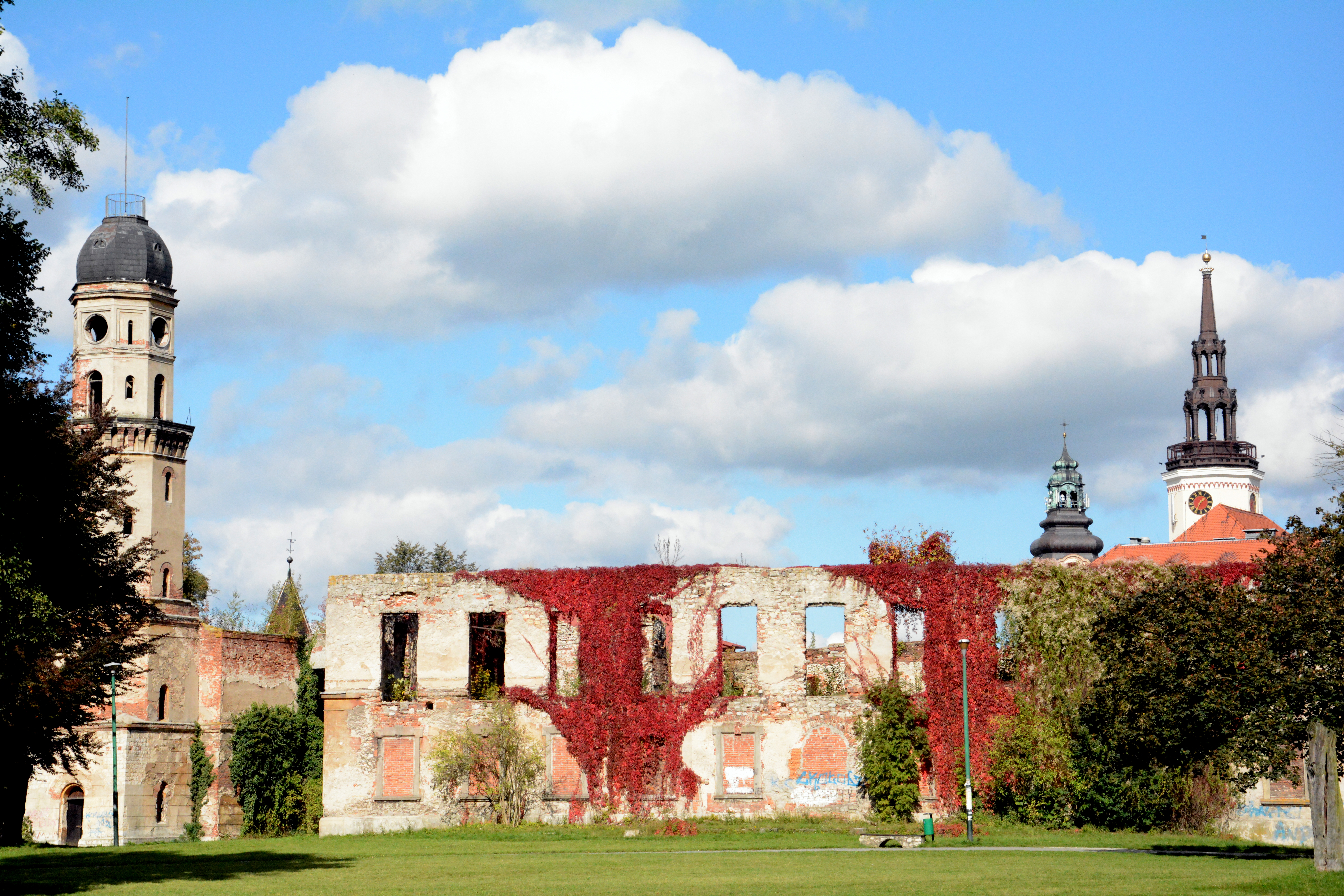
Schlossruine Strehlitz

Mit dem Tod des Herzogs Albert (nach 1366 und vor 1375), der ohne männliche Nachkommen verstarb, endete die direkte Linie der Herzöge von Strehlitz. Es fiel an Alberts Neffen Bolko III., der sich Herzog von Oppeln und Strehlitz nannte. Nach dessen Tod 1382 folgten ihm seine Söhne Bolko IV. und Bernhard. Sie regierten die Herzogtümer Oppeln, Falkenberg und Strehlitz von 1421 bis 1437 gemeinsam, danach bis 1455 Herzog Bernhard allein. Nach dessen Tod im Jahre 1455 erbte Bernhards Besitzungen sein Neffe Bolko V. Er benutzte nur noch die Titulatur Herzog von Oppeln und Oberglogau. Nach seinem Tod 1460 wurden das Herzogtum Strehlitz wie auch das Herzogtum Falkenberg mit dem Herzogtum Oppeln vereint. Dieses fiel nach dem Tod des kinderlosen Herzogs Johann 1532 als erledigtes Lehen an die Krone Böhmen zurück.

## Herzöge von Strehlitz
- 1313–1366/75 Albert von Strehlitz
- 1366/75–1382 Bolko III. von Oppeln und Strehlitz († 1382)
- 1382–1437 Bolko IV. von Oppeln, Falkenberg (bis 1421) und Strehlitz († 1437)
- 1421–1455 Bernhard von Falkenberg und Strehlitz († 1455), seit 1437 alleiniger Herzog von Strehlitz
- 1455–1460 Bolko V. von Oppeln († 1460); das Herzogtum Strehlitz wurde wieder mit dem Herzogtum Oppeln vereint.